# كيفن بورنس
كيفن بورنس (بالإنجليزية: Kevin Burns)‏ (26 مارس 1985 بإنديانابوليس في الولايات المتحدة - ) هو لاعب كرة قدم أمريكي في مركز الوسط. لعب مع كولومبوس كرو ونادي شمال كارولاينا وRochester Rhinos ‏ وIMG Academy Bradenton ‏ وWestchester Flames ‏.

## وصلات خارجية
- كيفن بورنس على موقع الدوري الأمريكي (الإنجليزية)
- كيفن بورنس على موقع قاعدة بيانات كرة القدم.إي يو (الإنجليزية)
- كيفن بورنس على موقع قاعدة بيانات كرة القدم.إي يو (الإنجليزية)